# Eyzin-Pinet
Eyzin-Pinet ist eine französische Gemeinde mit 2.301 Einwohnern (Stand: 1. Januar 2022) in der Region Auvergne-Rhône-Alpes. Sie gehört zum Arrondissement Vienne, zum Kanton Vienne-2 und zum Gemeindeverband Pays Viennois. Die Einwohner werden Eyzinois(es) genannt.

## Geographie
Die Gemeinde Eyzin-Pinet liegt in der Landschaft Dauphiné am Fluss Gère, 13 Kilometer südöstlich von Vienne. Umgeben wird Eyzin-Pinet von den Nachbargemeinden Moidieu-Détourbe im Norden, Savas-Mépin im Nordosten, Meyssiez im Osten, Cour-et-Buis im Süden und Südosten, Montseveroux im Süden und Südwesten, Saint-Sorlin-de-Vienne im Westen sowie Estrablin im Nordwesten.

## Bevölkerungsentwicklung
| Jahr                       | 1962 | 1968 | 1975 | 1982 | 1990 | 1999 | 2006 | 2012 | 2021 |
| -------------------------- | ---- | ---- | ---- | ---- | ---- | ---- | ---- | ---- | ---- |
| Einwohner                  | 957  | 973  | 1055 | 1258 | 1502 | 1816 | 2067 | 2155 | 2316 |
| Quellen: Cassini und INSEE |      |      |      |      |      |      |      |      |      |

## Sehenswürdigkeiten
- Ruinen der Burg Montfort mit dem Turm Pinet
- Himmelfahrtskirche (19. Jahrhundert)
- Kirche St. Bartholomäus (19. Jahrhundert)

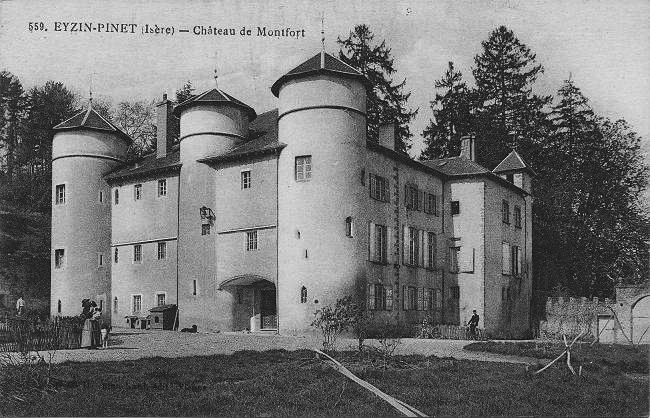
Burg Montfort auf einer Postkartenansicht Anfang des 20. Jahrhunderts
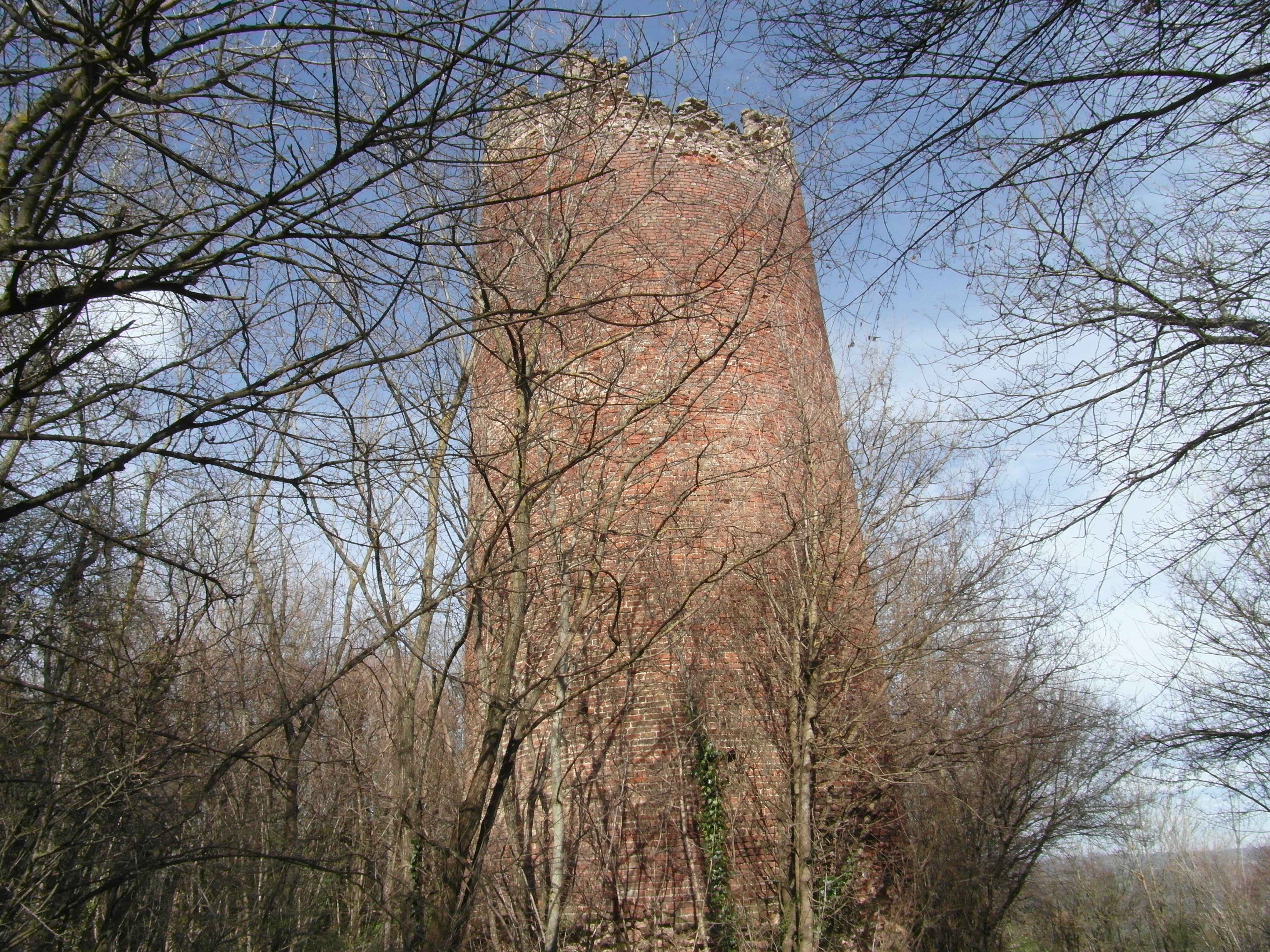
Turmruine